# إيفرت باركسديل
إيفرت باركسديل (بالإنجليزية: Everett Barksdale)‏ هو عازف جاز أمريكي، ولد في 28 أبريل 1910 في ديترويت في الولايات المتحدة، وتوفي في 29 يناير 1986 في إنغليووود في الولايات المتحدة.

## وصلات خارجية
- إيفرت باركسديل على موقع ميوزك برينز (الإنجليزية)
- إيفرت باركسديل على موقع أول ميوزيك (الإنجليزية)
- إيفرت باركسديل على موقع ديسكوغز (الإنجليزية)